# Takatsukasa Kanesuke
Takatsukasa Kanesuke (鷹司政平, [[[1480]]-1552] Erro: {{japonês}}: texto da transliteração contém caractere não latino (pos 17) (ajuda)) foi um nobre do período Muromachi da história do Japão.

## Vida
Kanesuke foi o filho mais velho de Takatsukasa Masahira. Foi líder do ramo Takatsukasa do clã Fujiwara.
Em  1497 se tornou Chūnagon. Em 1501 foi promovido a Dainagon.
Em  1506 se tornou Naidaijin. Posteriormente nomeado Udaijin entre 1507 e 1515. Atuou como Sadaijin de 1515 até 1518.
Em 1514 foi nomeado Kanpaku do Imperador Go-Kashiwabara. Neste ano também foi nomeado líder do clã Fujiwara.
Kanesuke se aposenta das funções da Corte em 1544, tornando-se um monge budista até sua morte em 1552.
Após sua morte seu filho Tadafuyu se tornou líder do clã.
| Precedido por Takatsukasa Fusahira | -- 11º Líder dos Takatsukasa Fujiwara (1515 - 1544) | Sucedido por Takatsukasa Tadafuyu |
| Precedido por Konoe Hisamichi      | Kanpaku (1514 - 1518)                               | Sucedido por Nijō Korefusa        |
| Precedido por Kujō Hisatsune       | Sadaijin (1515 - 1518)                              | Sucedido por Sanjō Saneka         |
| Precedido por Saionji Kinfuji      | Udaijin (1507 - 1515)                               | Sucedido por Sanjō Saneka         |
| Precedido por Sanjōnishi Sanetaka  | Naidaijin (1506 - 1507)                             | Sucedido por Sanjō Saneka         |